# Princesa del pueblo

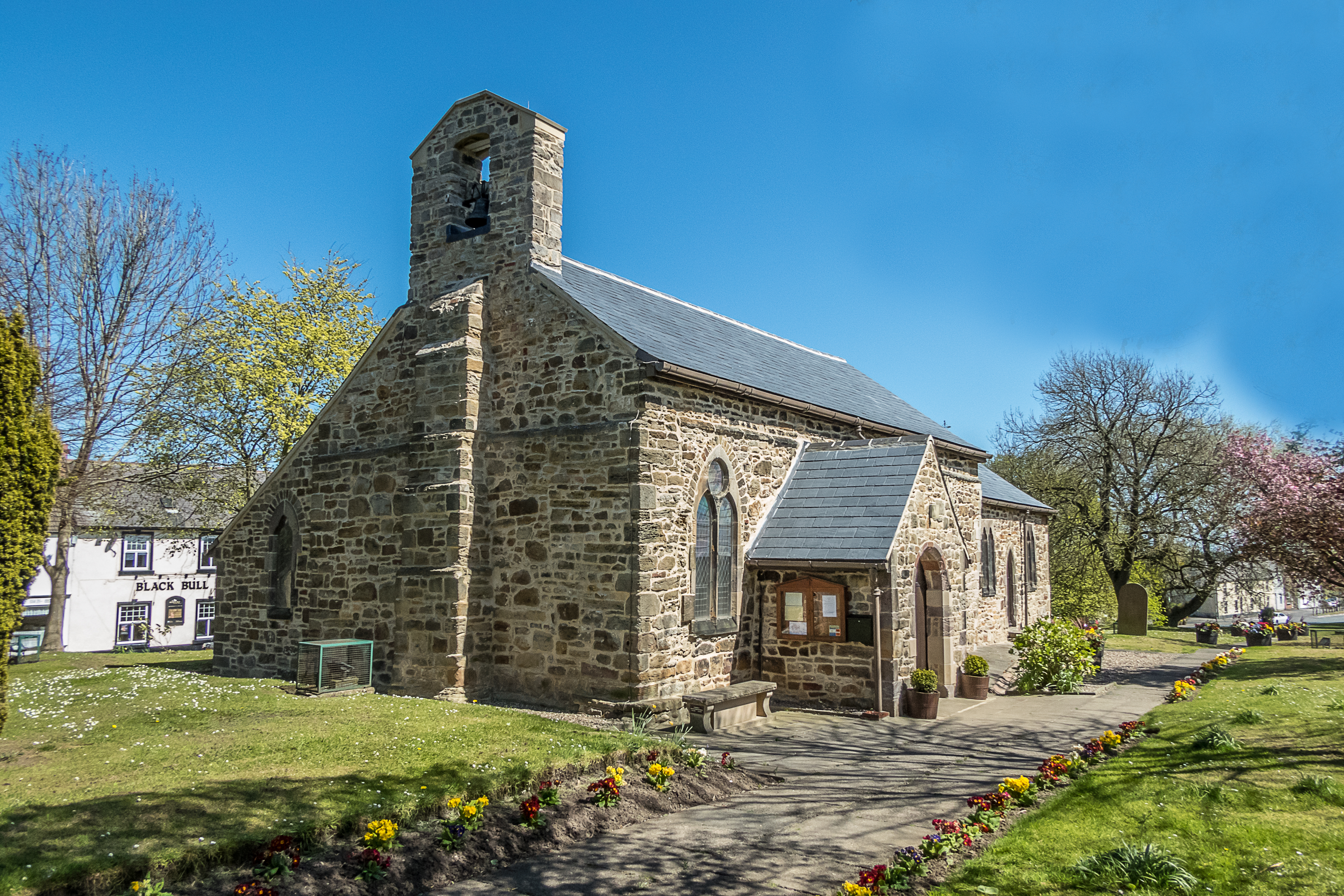
La iglesia de St Mary Magdalene en Trimdon, donde Blair pronunció sus comentarios sobre la muerte de Diana.

El término «princesa del pueblo» (en inglés people's princess) es un sobrenombre utilizado el 31 de agosto de 1997 por el primer ministro del Reino Unido, Tony Blair, para describir a Diana de Gales, tras su muerte ese mismo día. El término se había aplicado por primera vez a Diana en un artículo de 1992 de Julie Burchill en Modern Review, cuando describió a Diana como «la única princesa del pueblo y del pop».

## Origen
Diana había muerto en las primeras horas del 31 de agosto de 1997; la familia real británica había emitido un breve comunicado que decía que estaban «profundamente conmocionados y angustiados» por la noticia de su muerte. La declaración fue percibida como insuficiente para el nivel de dolor público. Blair escribió que la respuesta de la realeza fue «muy fiel al libro, pero no tuvo en cuenta el hecho de que a la gente le importa un comino el libro» y que trató de «proteger a la monarquía, canalizar la ira antes de que se convirtiera en furor y, en general, emerger de todo el asunto de una manera positiva y unificadora en lugar de ser una fuente de tensión, división y amargura».
Blair hizo una declaración sobre la muerte de Diana frente a la iglesia de St Mary Magdalene, en Trimdon, en su circunscripción parlamentaria de Sedgefield, donde él y su familia habían ido para asistir al servicio religioso de ese domingo. Después de ofrecer sus condolencias a su familia y describir su conmoción por su muerte, Blair dijo que Diana era «un ser humano maravilloso y cálido, aunque su propia vida a menudo se vio tristemente afectada por la tragedia. Ella tocó las vidas de muchos otros en Gran Bretaña y en todo el mundo con alegría y consuelo» y que «Con una mirada o un gesto que hablaba mucho más que palabras, nos revelaba a todos la profundidad de su compasión y su humanidad». Blair concluyó su declaración diciendo: «Sabemos lo difíciles que fueron las cosas para ella de vez en cuando. Estoy seguro de que solo podemos adivinar eso. Pero la gente en todas partes, no solo aquí en Gran Bretaña, mantuvo la fe en la princesa Diana. La amaban, la consideraban como una más del pueblo. Era la princesa del pueblo y así se quedará, cómo permanecerá en nuestros corazones y en nuestros recuerdos para siempre».

## Consecuencias
En su autobiografía de 2010, A Journey, Blair relató que la frase «ahora suena como algo de otra época. Y cursi. Y exagerado. Y todo lo demás. Pero en ese momento me pareció natural y pensé, en particular, que ella habría aprobado» y que captó «cómo se veía a sí misma, y así era como debía ser recordada». Blair sintió que la frase «capturaba la forma en que tocaba la vida de las personas» y lo hizo de una manera que «reconoció que su propia vida no había sido fácil ni tranquila». Blair sentía que a la gente le encantaba que «era una princesa pero aún vulnerable ... capaz de curar sus heridas porque ella misma sabía lo que era estar herida». Blair había preparado la declaración con Alastair Campbell, el secretario de prensa de Downing Street y portavoz oficial del primer ministro, y la había escrito en el reverso de un sobre.
The Times Guide to the House of Commons describió el término como «esencialmente blairista» y que fue «un movimiento audaz y oportunista: el señor Blair agarró a una Gran Bretaña que lloraba y la abrazó contra su pecho».
La fotógrafa y cineasta de falsos documentales Alison Jackson interpretó a Blair y Campbell ensayando la reacción de Blair a la muerte de Diana en su película de 2007 Blaired Vision. La pareja, interpretada por actores, inventa el término «princesa paparazzi» y «la princesa del nuevo pueblo de una nueva Gran Bretaña». El historiador y crítico cinematográfico Richard Wallace, en su libro Mockumentary Comedy: Performing Authenticity de 2018, sintió que Jackson estaba «pidiéndonos que cuestionáramos si cualquier cosa que se haga en nombre del Nuevo laborismo puede tomarse al pie de la letra».
En noviembre de 2013, se colocó una placa en el lugar donde Blair dio su declaración en la iglesia de Trimdon.

## España
En este país la colaboradora Belén Esteban es conocida bajo este apodo ("La princesa del pueblo") y como "La Patrona".